# Шатиртобе
Шатиртобе́ (каз. Шатыртөбе) — село у складі Толебійського району Туркестанської області Казахстану. Входить до складу Алатауського сільського округу.
У радянські часи село називалось Тасарик.
Населення — 345 осіб (2021; 336 у 2009, 343 у 1999, 263 у 1989).